# Cessna T-41 Mescalero
Cessna T-41 Mescalero là phiên bản quân sự của loại máy bay Cessna 172. Được Lục quân và Không quân Hoa Kỳ sử dụng làm máy bay huấn luyện, ngoài ra cũng được các quốc gia khác sử dụng làm máy bay huấn luyện sơ cấp.

## Biến thể
T-41A
T-41B
T-41C
T-41D

## Quốc gia sử dụng
Angola
- Angolan Air Force

 Argentina
- Không quân Lục quân Argentina

 Bolivia
- Không quân Bolivia

 Chile
- Không quân Chile

 Colombia
- Không quân Colombia

 Cộng hòa Dominica
- Không quân Dominica

 Ecuador
- Không quân Ecuador

 El Salvador
- Không quân Salvador

 Hy Lạp
- Không quân Hy Lạp

 Honduras
- Không quân Honduran

 Indonesia
- Không quân Indonesia

 Iran
- Không quân Đế quốc Iran

 Lào
- Không quân Hoàng gia Lào

 Liberia
- Lực lượng vũ trang Liberia

 Pakistan
- Không quân Pakistan

 Paraguay
- Không quân Paraguay

 Perú
- Không quân Peru

 Philippines
- Không quân Philippine[3][4]

 Hàn Quốc
- Không quân Hàn Quốc[3][4]

Việt Nam Cộng Hòa
- Không lực Việt Nam Cộng Hòa

 Thái Lan

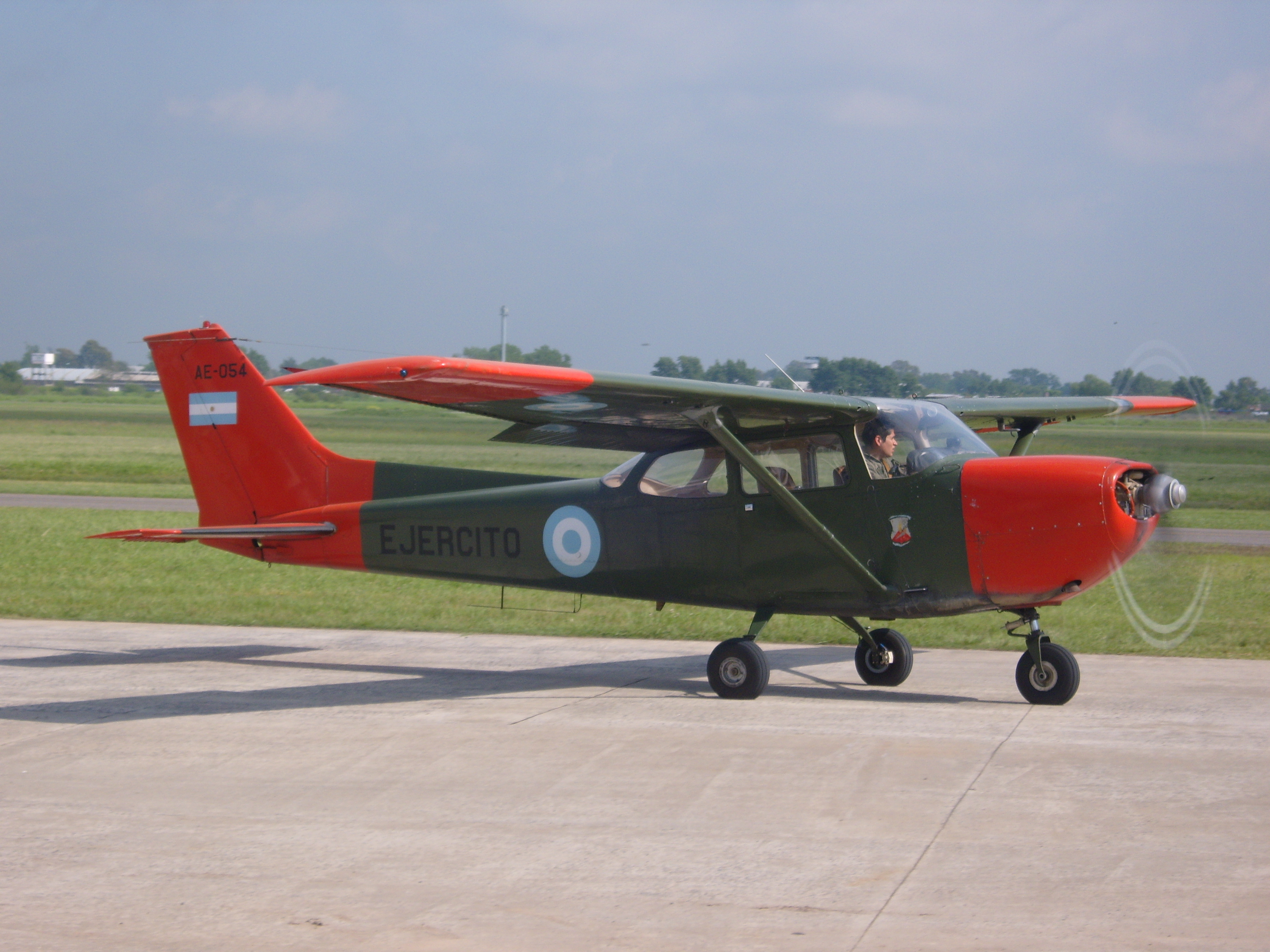
T-41D, Không quân Lục quân Argentina

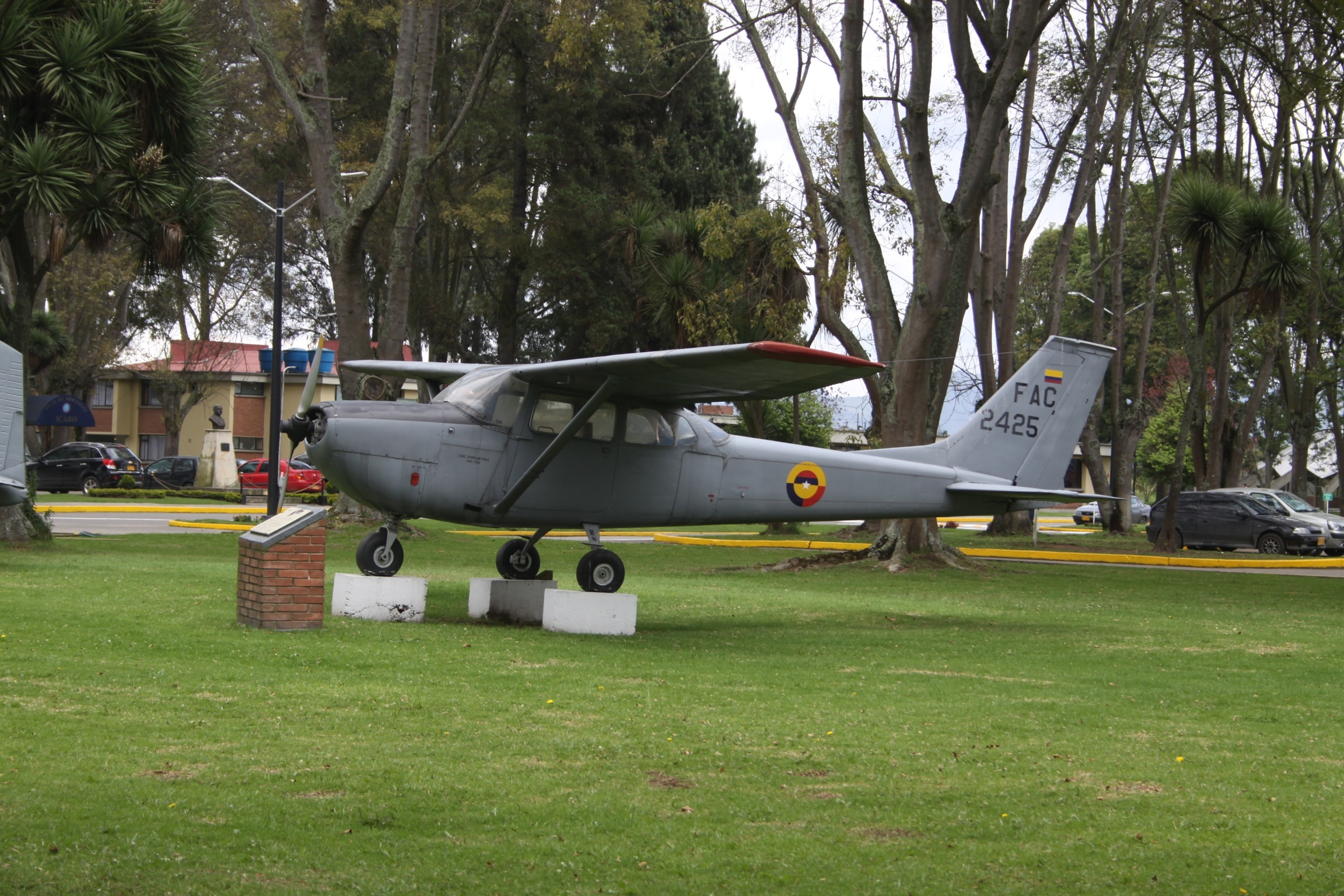
Cessna T-41D Mescalero, Không quân Colombia

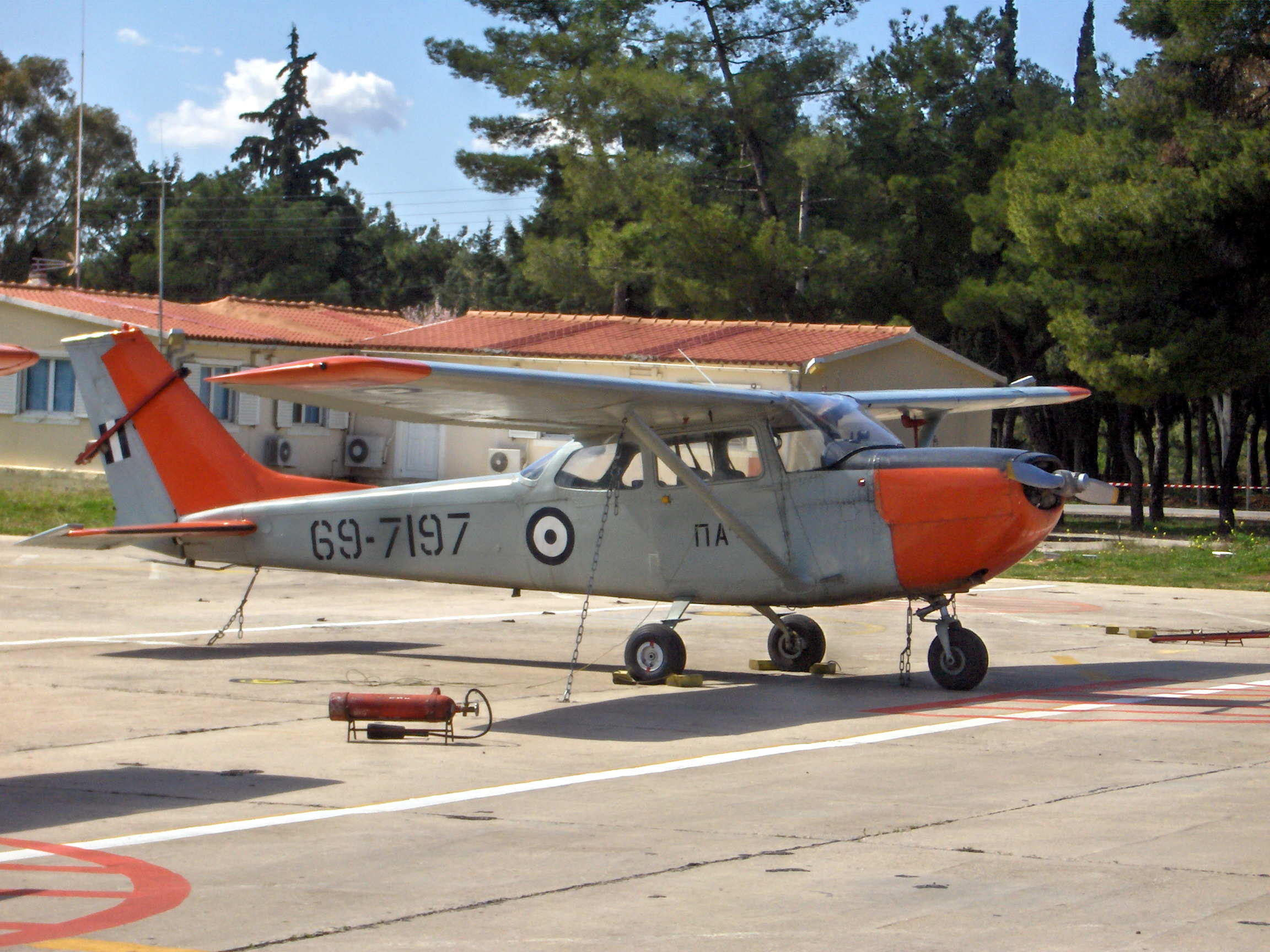
T-41D, Không quân Hy Lạp

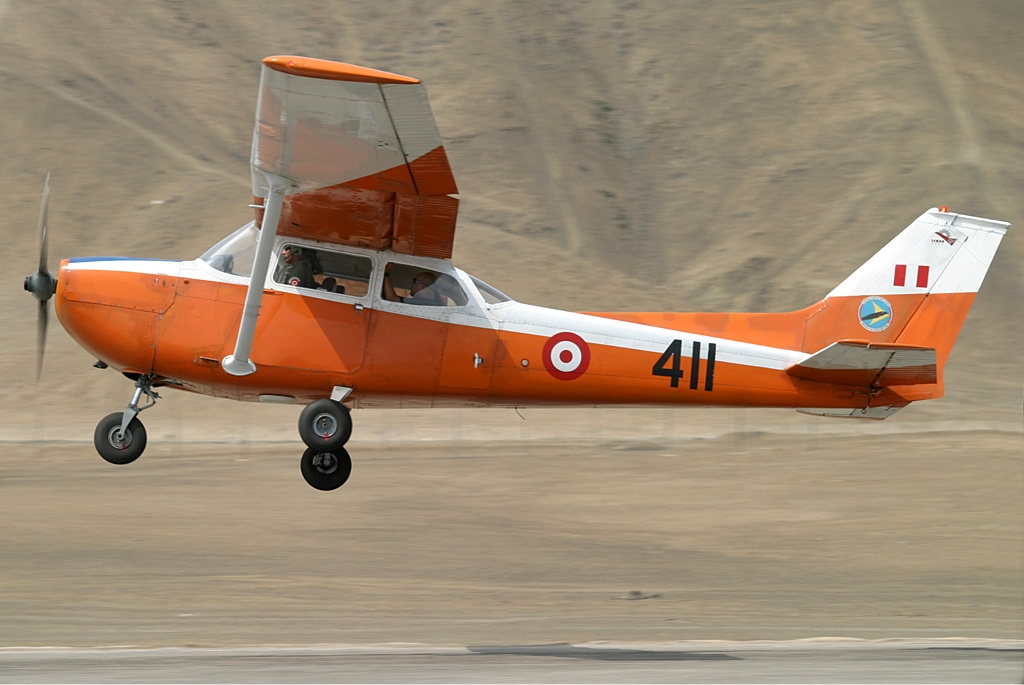
Cessna T-41D, Không quân Peru

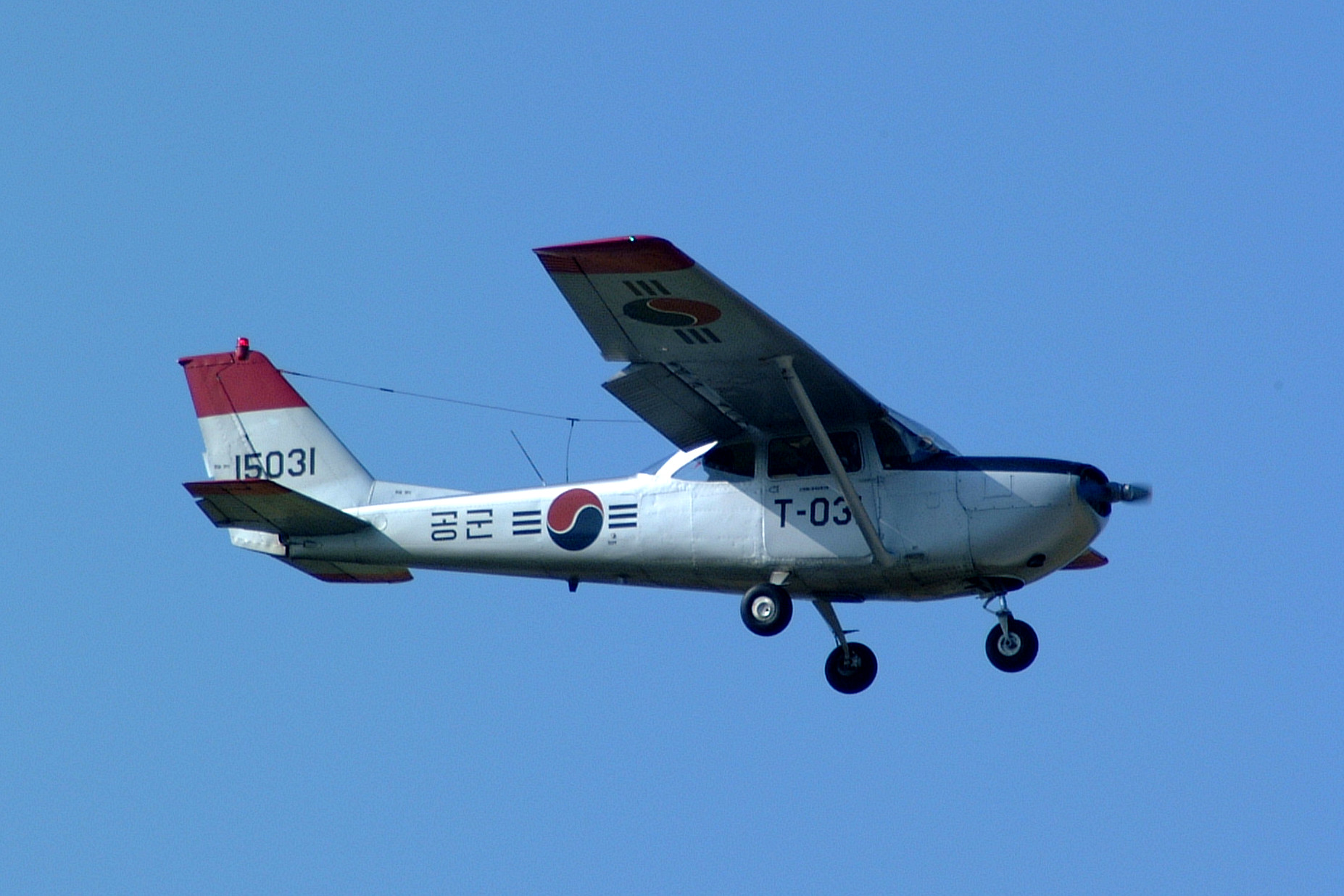
T-41B, Không quân Hàn Quốc

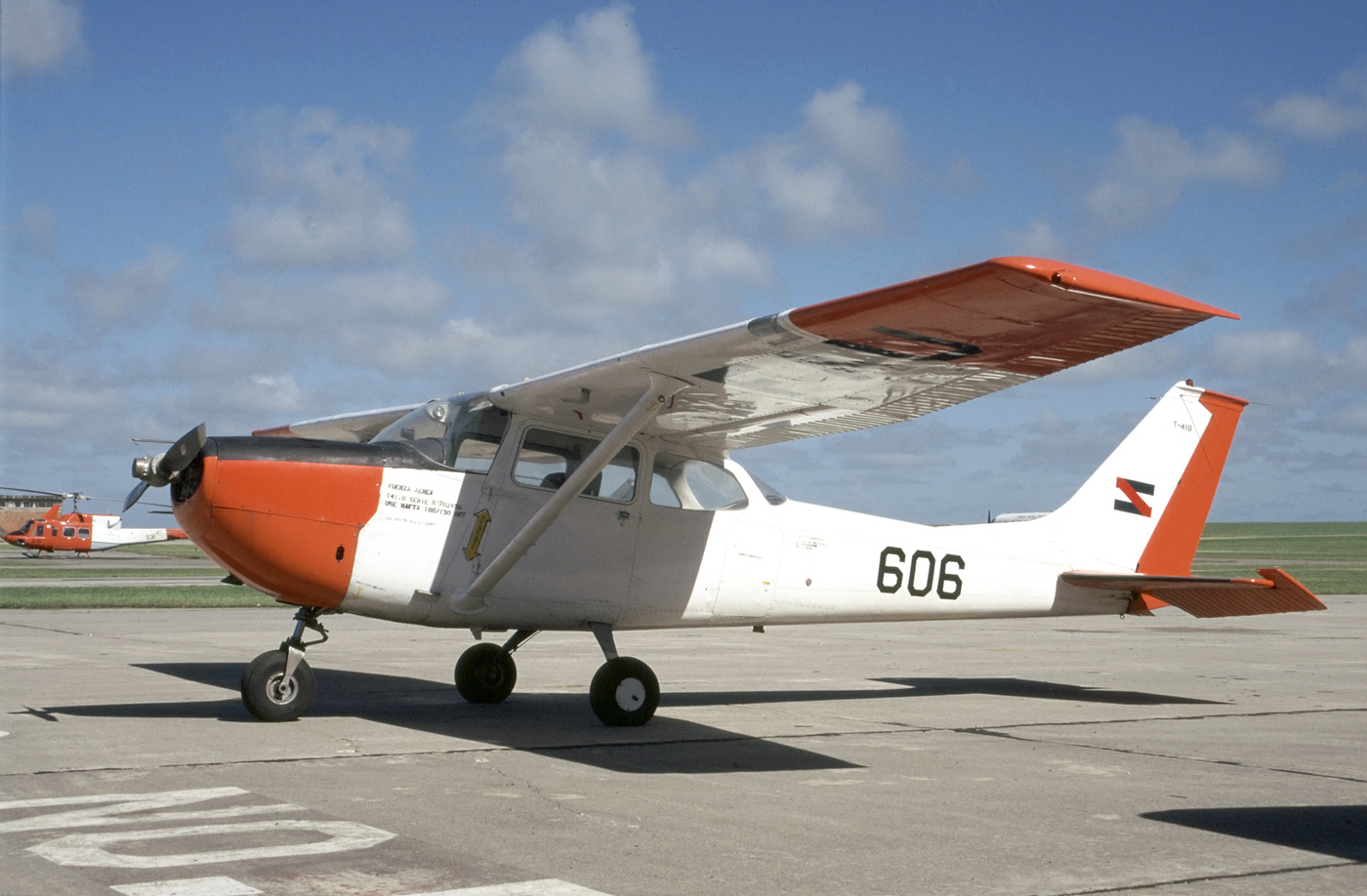
T-41D, Không quân Uruguay

- Không quân Hoàng gia Thái Lan (6× T-41D)
- Lục quân Hoàng gia Thái Lan (6× T-41B)

 Thổ Nhĩ Kỳ
- Không quân Thổ Nhĩ Kỳ (25× T-41D)[3]

 Hoa Kỳ
- Lục quân Hoa Kỳ (255× T-41B)[5]
- Không quân Hoa Kỳ (211× T-41A và 52× T-41C)[5]
- Fort Meade Flying Activity - 3 T-41C[6]
- Jacksonville Navy Flying Club - 2 T-41A, 1 T-41B[7]
- Kirtland AFB Aeroclub - 5 T-41C[8]
- Patuxent River Navy Flying Club - 3 T-41C[9]
- Eglin AFB Aeroclub - 2 T-41A, 1 T-41B[10]
- Travis AFB Aero Club - 1 T-41C[11]

 Uruguay
- Không quân Uruguay (7× T-41D)

## Tính năng kỹ chiến thuật (T-41C)
Dữ liệu lấy từ Global Security
Đặc điểm tổng quát
- Kíp lái: 1-2
- Chiều dài: 26 ft 11 in (8,21 m)
- Sải cánh: 35 ft 10 in (10,92 m)
- Chiều cao: 8 ft 10 in (2,69 m)
- Diện tích cánh: 159 ft² (14,8 m²)
- Trọng lượng rỗng: 1.363 lb (618 kg)
- Trọng lượng có tải: 2.500 lb (1.134 kg)
- Động cơ: 1 × Continental IO-360-D, 210 hp (160 kW)

 Hiệu suất bay 
- Vận tốc cực đại: 125 knot (144 mph, 232 km/h)
- Tầm bay: 626 nm (720 mi, 1.159 km)
- Trần bay: 17.000 ft (5.180 m)
- Vận tốc lên cao: 880 ft/phút (4,47 m/s)